# Kiess (cráter)

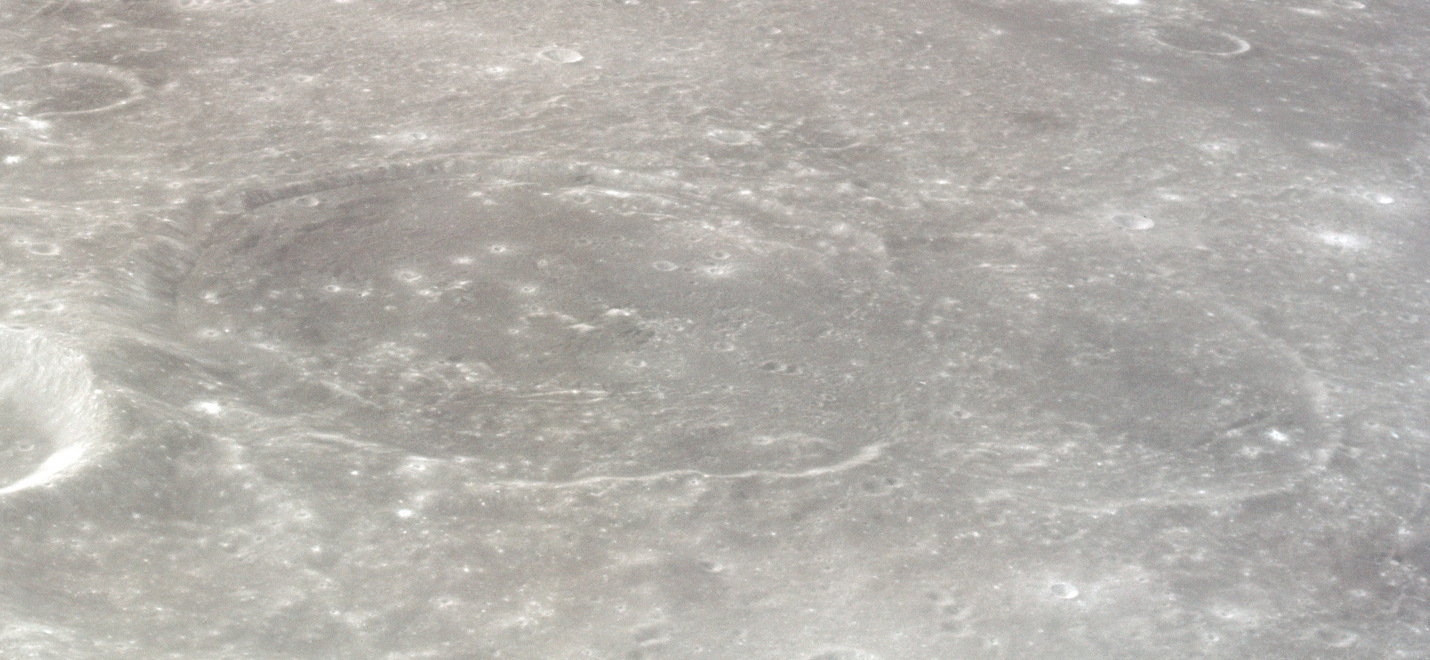
Fotografía de la misión Apolo 12

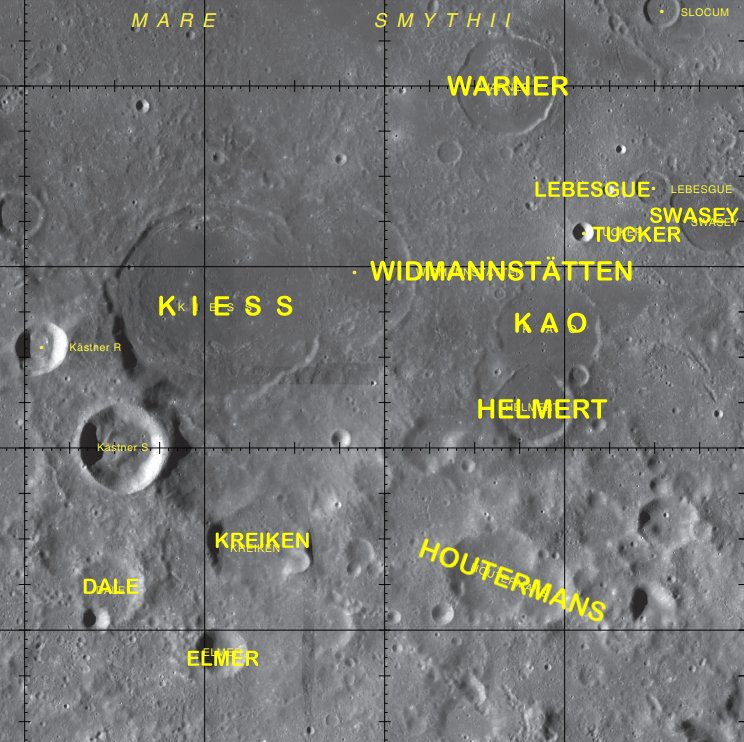
Localización de Kiess

Kiess es un cráter de impacto situado al margen sur del Mare Smythii, cerca del terminador este de la Luna. Se encuentra al este del cráter Kästner, y al norte de Dale y Kreiken.
|  |

El suelo interior de este cráter ha sido inundado por la lava, dejando solo un borde estrecho por encima de la superficie. Esta superficie tiene un albedo bajo, y es tan oscura como el mar vecino. Presenta una rotura en el borde del noreste, donde el cráter está casi unido a Widmannstätten, otra formación algo más pequeña y también inundada de lava. La forma general del borde es ligeramente alargada en longitud, pero no está superpuesta por otros cráteres portante. Posee una serie de crestas bajas en el suelo interior occidental, que son concéntricas a la pared interna.